# Kolkata Metropolitan Development Authority
Kolkata Metropolitan Development Authority (KMDA) és una entitat de planificació i desenvolupament de l'Índia amb autoritat sobre l'àrea metropolitana de Calcuta (Kolkata) abreujadament KMA (Kolkata Metropolitan Area), a l'estat de Bengala Occidental. Inicialment portà el nom de Calcutta Metropolitan Development Authority (CMDA) que va modificar quan Calcuta va canviar el nom a Kolkata. La KMDA depèn del ministre d'Afers Municipals i Desenvolupament urbá del gobvern de l'estat.
Fou fundada el 1970.